# Orden Nacional José Matías Delgado
La Orden Nacional José Matías Delgado es una distinción otorgada por la República de El Salvador, a Jefes de Estado y ciudadanos salvadoreños o extranjeros, que se distingan por eminentes servicios prestados al país, por virtudes cívicas extraordinarias o de carácter humanitario, científico, literario o artístico, en el grado que a juicio de un Consejo de la Orden, corresponda al homenajeado.

## Grados
- Gran Cruz, Placa de Oro con distinción especial: concedida únicamente a Jefes de Estado, o salvadoreños eminentes que hayan prestado servicios extraordinarios al país (art. 8 del Reglamento de la "Orden Nacional José Matías Delgado").
- Gran Cruz, Placa de Plata: concedida a Cardenales, Nuncios y Embajadores, Ministros de Estado, Presidentes de Cuerpos Legislativos y Cortes Supremas de Justicia, y otros altos funcionarios de rango semejante (art. 9 del Reglamento).
- Gran Oficial: Concedida a Subsecretarios de Estado, Ministros Plenipotenciarios o Residentes, Vicepresidentes de Cámaras Legislativas, Arzobispos y Presidentes y Secretarios Perpetuos de Academias y Corporaciones Científicas muy acreditadas (art. 10 del Reglamento).
- Comendador: Concedida a Encargados de Negocios, Consejeros y Primeros Secretarios, Cónsules Generales, Obispos y Prelados, y personas investidas con dignidades de rango equivalente (art. 11 del Reglamento).
- Caballero: Concedida a Secretarios de Misiones Diplomáticas (art. 12 del Reglamento).

El Presidente de la República de El Salvador es el Jefe Supremo o Gran Maestre de la Orden y es considerado de por vida como miembro nato; el Ministro de Relaciones Exteriores es el Canciller de la misma. De acuerdo al artículo tercero del Decreto de Creación de la Orden, los salvadoreños no se harán acreedores de la distinción mientras desempeñen cargos públicos. Por otra parte, y de acuerdo al artículo 13 del reglamento respectivo, la enumeración de los grados no impide la "concesión, en casos muy calificados,..., en una clase más alta de la indicada para la persona que se haya hecho acreedora a mayor distinción".
La Orden es concedida de por vida, aunque se pierde el derecho a su uso por sentencia condenatoria por juicio criminal; y "por cualquier acto contra la seguridad y el honor de la patria o incompatible con el lustre y decoro de la Orden"; todo según artículos 14 y 15 del reglamento respectivo. 

## Consejo de la Orden

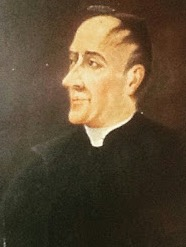
José Matías Delgado y de León uno de los principales líderes del fallido movimiento independentista del año 1811, y el año 1821 fue uno de los firmantes del Acta de independencia centroamericana como miembro de la Diputación Provincial de Guatemala.Después de su fallecimiento fue reconocido como «Benemérito de la Patria» por parte de la Asamblea Legislativa de El Salvador, y también es considerado como un Prócer centroamericano.

La Orden Nacional José Matías Delgado es entregada por el presidente de la República a propuesta del Consejo de la Orden, "con la aprobación unánime de sus miembros, expresada en forma secreta, después de haberse instruido el expediente respectivo y discutido los méritos del canditato", también tienen iniciativa para proponer nuevos miembros los Jefes de Misiones Diplomáticas salvadoreñas (arts. 4 y 5 del Reglamento). 
Según el artículo 5.º del Decreto de Creación, el capítulo de la orden radica en la Secretaría de Relaciones Exteriores, y dicho consejo es presidido por el ministro de Relaciones Exteriores, en su calidad de Canciller. Los vocales, o consejeros, son los Ministros de Gobernación, y Educación, junto al Subsecretario de Relaciones Exteriores. El Secretario del Consejo es el director de Protocolo y Órdenes.
Al Canciller corresponde guardar y conservar las insignias, de las cuales debe llevar un "inventario riguroso", y procede además a la distribución de las mismas, acompañadas del diploma correspondiente (art. 18 del Reglamento). Por su parte, el Secretario del Consejo es el encargado de los libros autorizados por este mismo organismo, el cual detalla los registros de cada grado, anotaciones, así como el libro de Actas, y archivo (art. 19 del Reglamento). Después de ser otorgada cada condecoración, la copia del acuerdo debe publicarse en el Diario Oficial (art. 20 del Reglamento).

## Breve lista de miembros de la Orden Nacional José Matías Delgado
Doctor Carlos N. Zepeda
El Salvador
Odontólogo y Científico
Gran Oficial
7 de marzo de 1968

| Nombre                         | País de origen     | Cargo/Profesión                     | Grado                     | Fecha                   |
| ------------------------------ | ------------------ | ----------------------------------- | ------------------------- | ----------------------- |
| José Mejía Vides               | El Salvador        | Pintor                              | Comendador                | 22 de junio de 1962     |
| José Gustavo Guerrero          | El Salvador        | Abogado, diplomático                | Gran Cruz, Placa de Oro   | 1946                    |
| Claudia Lars                   | El Salvador        | Escritora                           | ?                         | ?                       |
| Lito Barrientos                | El Salvador        | Músico                              | ?                         | ?                       |
| Valero Lecha                   | España             | Pintor                              | Comendador                | 19 de mayo de 1972      |
| Edmundo Barbero                | España             | Dramaturgo y docente                | Comendador                | 19 de mayo de 1972      |
| Raúl Contreras                 | El Salvador        | Diplomático, poeta                  | Gran Cruz, Placa de Plata | noviembre de 1973       |
| José Mejía Vides               | El Salvador        | Pintor                              | Gran Cruz, Placa de Plata | 1983                    |
| Camilo José Cela †             | España             | Escritor                            | Gran Oficial              | 1 de octubre de 2002    |
| Eduardo Montealegre            | Nicaragua          | Político                            | Gran Cruz, Placa de Plata | 30 de octubre de 2000   |
| Reynaldo Galindo Pohl          | El Salvador        | Abogado y diplomático               | ?                         | 22 de enero de 2004     |
| Mercedes Madriz de Altamirano  | El Salvador        | Empresaria                          | Gran Cruz, Placa de Plata | 22 de enero de 2006     |
| Felipe Calderón                | México             | Presidente de México                | Gran Cruz                 | 4 de marzo de 2008      |
| Fernando Sáenz Lacalle         | España             | Arzobispo de San Salvador           | Gran Oficial              | 12 de febrero de 2009   |
| Jürgen Steinkrüger             | Alemania           | Diplomático                         | Gran Cruz, Placa de Plata | 29 de mayo de 2009      |
| Mártires jesuitas de la UCA †  | España El Salvador | Sacerdotes católicos                | Gran Cruz, Placa de Oro   | 16 de noviembre de 2009 |
| Michael D. Higgins             | Irlanda            | Presidente de Irlanda               | Gran Cruz, Placa de Oro   | 24 de octubre de 2013   |
| Prudencia Ayala †              | El Salvador        | Activista social                    | Gran Cruz, Placa de Plata | 5 de mayo de 2014       |
| Maria Esperanza lara de Flores | Estados Unidos     | Diplomática                         | Gran Cruz, Placa de Plata | 18 de enero de 2016     |
| Juan Manuel Santos             | Colombia           | Presidente de Colombia              | Gran Cruz, Placa de Oro   | 5 de abril de 2016      |
| Mirko Cuneo                    | Italia             | Empresario                          | Gran Cruz, Placa de Oro   | 7 de enero de 2024      |
| Tsai Ing-wen                   | República de China | Presidenta de la República de China | Gran Cruz, Placa de Oro   | 13 de enero de 2017     |

† = Póstumo